# Laguna Dalga (kommunhuvudort)
Laguna Dalga är en kommunhuvudort i Spanien.   Den ligger i provinsen Provincia de León och regionen Kastilien och Leon, i den nordvästra delen av landet, 270 km nordväst om huvudstaden Madrid. Laguna Dalga ligger 800 meter över havet och antalet invånare är 845.
Terrängen runt Laguna Dalga är platt. Runt Laguna Dalga är det glesbefolkat, med 11 invånare per kvadratkilometer. Närmaste större samhälle är La Bañeza, 12,4 km väster om Laguna Dalga. Trakten runt Laguna Dalga består till största delen av jordbruksmark.